# سلیمان (تونس)
سلیمان (به عربی: سلیمان) شهری در استان نابل کشور تونس است که جمعیت آن در سرشماری سال ۲۰۰۴ میلادی ۲۹٫۰۶۰ نفر بوده‌است.